# مكونات إلكترونية سلبية
المكونات الإلكترونية السلبية هي العناصر التي ليس لها دور بالتحكم بالدارة أو بتقوية الاستطاعة مثل المقاومة أو المكثف أو الملف.

## المقاومة
هي جسم يسير فيه التيار سواء كان تابت أو متردد، وتوصف العلاقة بين فرق الجهد والتيار V = IR,
و المقاومة تنشأ نتيجة الاصتدامات المتتابعة للاليكترونات بنوى ذرات المادة ويعبر عنها بالعلاقة التالية:
R == ro int(dl/int(dA)), where int == integration
و نعوض بالجزء الطولي وشريحة المساحة ونجري التكامل في حالة متوازي المستطيلات المقاومة = رو × الطول / المساحة، حيث أن رو ثابت المادة.

## الملف
هو عنصر يظهر في التيار المتردد نتيجة الحث الذاتي وعند مرور تيار ثابت بملف يكون الملف دائرة قصيرة هذا ان كانت الدائرة مثالية، أما ان كانت غير مثالية سوف تري الدائرة مقاومتها الداخلية صغيرة جداً وموصلة عل التوالي بالملف.
وحدة قياس الملف هي الهنري وهي قيمة كبيرة نوعا ما لذا فالقيم الشائعة للملفات تكون بالمللي هنري
V=I*Z
التيار والجهد عل الملف ب r.m.s values (جذر متوسط المربعات) وهي ارقام مركبة أي ان لها زاوية ومقدار وبالتالي المعاوقة تكون مركبة. z= jwl;
w=التردد الزاوي
l: in henry

## المكثف
عبارة عن موصلين بينهما عازل يمنع مرور الشحنات وبالتالي لا يسري في تيار ثابت (دائرة فتح)، اما المتردر فيعبر تسري عليه علاقة V = I*z,z=1/(jwc)، وتقاس كيمة المكثف بالفراد وهي وحدة كبيرة جدا لذا فالقيم الشائعة هي الميكرو والبيكو فراد